# Castanets
Castanets – muzyczny projekt, którego twórcą i jedynym stałym członkiem jest Raymond Roposa, obecnie zamieszkujący w Portland, Oregon, USA.
Twórczość Raymonda zaliczana jest najczęściej do gatunków nazywanych psych folk, freak folk, a także kojarzona ze zjawiskiem muzycznym new weird america.

## Dyskografia
Wydawca płyt Castanets to Asthmatic Kitty, której założycielem jest Sufjan Stevens i jego ojczym Lowell Brams.
Nakładem Asthmatic Kitty ukazało się pięć LP Castanets:
- 2004 – Cathedral
- 2005 – First Light’s Freeze
- 2007 – In The Vines
- 2008 – City of Refuge
- 2009 – Texas Rose, the Beasts, and the Thaw